# فرنسيسكو توماس موراليس
فرنسيسكو توماس موراليس (بالإسبانية: Francisco Tomás Morales)‏ هو عسكري إسباني، ولد في 20 ديسمبر 1781 في جزر الكناري في إسبانيا، وتوفي في 5 أكتوبر 1845 في لاس بالماس دي غران كناريا في إسبانيا.